# Diósjenő
'Diósjenő es un pueblo ubicado en el condado de Nógrád, Hungría. Tiene una población estimada, a inicios de 2022, de 2939 habitantes.

## Superficie
Posee una superficie de 57,50 kilómetros cuadrados.